# Liverpool One

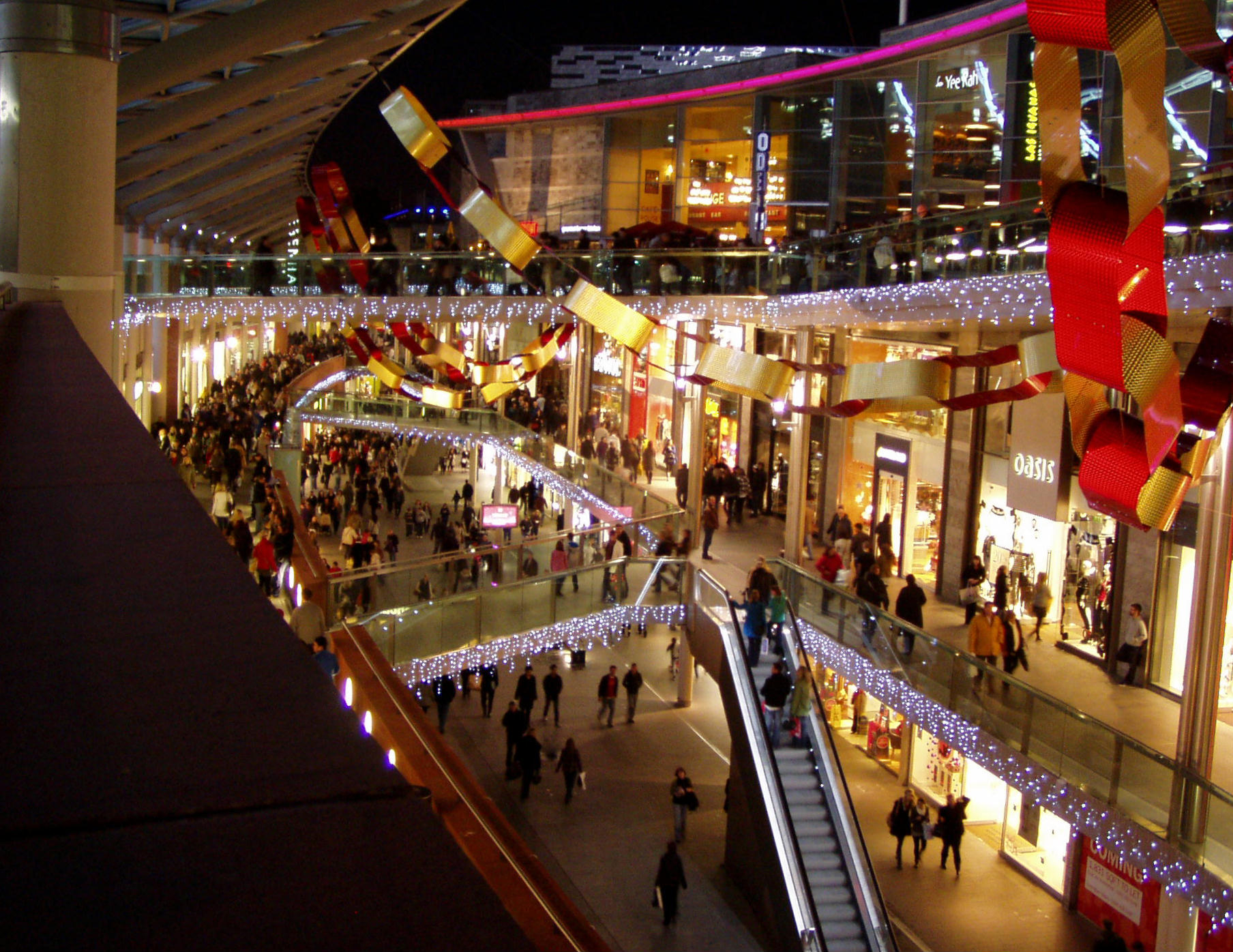
Liverpool One durant la période de Noël en 2009

Liverpool ONE est un espace situé dans la ville de Liverpool, au Royaume-Uni, comprenant un centre commercial, une zone résidentielle et de loisirs.
Le projet, précédemment connu sous le nom de The Paradise Project, comprend le réaménagement de 1 700 hectares de terrains inutilisés dans le centre-ville de Liverpool. L'espace est principalement occupé par les deux chaînes de grands magasins que sont John Lewis & Partners (qui déménage de locaux plus exigus dans le centre-ville de Liverpool) et Debenhams, et comporte également des boutiques et restaurants, un multiplexe de la chaîne de cinéma britannique Odeon, des résidences, des bureaux, un espace de loisirs et des aménagements dans le domaine des transports. Le projet vise à dynamiser l'économie locale de la ville et à faire de celle-ci l'une des grandes destinations de magasinage en Grande-Bretagne.
L'ouverture s'est effectué en plusieurs étapes, une première partie ouvrant ses portes le 29 mai 2008 et une autre le 1er octobre 2008, l'année durant laquelle Liverpool fut promue Capitale européenne de la culture. Les dernières zones, notamment résidentielles, ont été achevées au début de l'année 2009. Le coût lié à la construction du projet s'élève à 500 millions de livres sterling, l'investissement total s'élevant à 920 millions de livres sterling.

## Sources
- (en) Cet article est partiellement ou en totalité issu de l’article de Wikipédia en anglais intitulé « Liverpool One » (voir la liste des auteurs).